# Королева мечей
«Королева мечей» (англ. Queen of Swords) — приключенческий телесериал, транслировавшийся в 2000—2001 годах. Исполнительница главной роли Тесси Сантьяго была номинирована на премию «ALMA» в категории «Лучшая актриса драматического сериала».

## Сюжет
После смерти отца в 1817 году молодая испанская аристократка Тесса Альварадо возвращается в испанскую Калифорнию. Оценив ситуацию в своём родном городе, она начинает подозревать, что её отца убили представители местной власти.

## В главных ролях
- Тесси Сантьяго — Мария Тереза «Тесса» Альварадо
- Энтони Лемке — капитан Маркус Гришем
- Эльса Патаки — Вера Идальго
- Питер Уингфилд — доктор Роберт Хельм
- Паулина Гальвес — Марта
- Валентин Пелка — полковник Луис Монтойя

### Второстепенный состав
- Тачо Гонсалес — дон Гаспар Идальго (11 эпизодов)
- Фрэдди Дуглас — Рамон (3 эпизода)
- Хосе Санчо — дон Рафаэль Альварадо (3 эпизода)
- Пилар Абелла — Кармина (2 эпизода)
- Энтони Де Лонгис — Крэйн (2 эпизода)
- Дэвид Кэррадайн — «Змей» (2 эпизода)
- Бо Дерек — Мэри Роус (1 эпизод)
- Сирьель Клер — Палома Рэй (1 эпизод)
- Элизабет Грэйсен — Шарлотта (1 эпизод)
- Ли Сынхи — Кэми (1 эпизод)
- Саймон МакКоркиндейл — капитан Чарльз Уэнтворт (1 эпизод)
- Ральф Мёллер — Роман Петров (1 эпизод)
- Эд Стоппард — посол Рамирес (1 эпизод)